# جون هوارد مايرز
جون هوارد مايرز هو سياسي كندي، ولد في 23 سبتمبر 1880، وتوفي في 12 أكتوبر 1956. انتخب عضو مجلس العموم الكندي.